# Rodrigo de Castro (político)
Rodrigo Batista de Castro (Viçosa, 15 de julho de 1971) é um administrador, advogado e político brasileiro, atualmente cumpre seu quinto mandato como deputado federal.

## Vida política
Foi líder da bancada do PSDB na Câmara dos Deputados. 
Ingressou no PSDB em 2000, e entre 2003 e 2006 ocupou os cargos de chefe de gabinete e secretário de Estado de Planejamento e Gestão no governo do Estado de Minas Gerais. Em 2006 conquistou seu primeiro cargo eletivo, sendo o deputado federal mais votado do estado. .
Foi reeleito deputado federal em 2014, para a 55.ª legislatura (2015-2019). Votou a favor do Processo de impeachment de Dilma Rousseff. Posteriormente, votou a favor da PEC do Teto dos Gastos Públicos. Em abril de 2017 foi favorável à Reforma Trabalhista.  Em agosto de 2017 votou contra o processo em que se pedia abertura de investigação do então Presidente Michel Temer, ajudando a arquivar a denúncia do Ministério Público Federal.
Nas eleições de 2018 foi novamente reeleito para a 56ª legislatura da câmara dos deputados, alcançando 131.120 votos (1,30% dos votos válidos). 
Foi eleito em 2022 para a  57ª legislatura da câmara dos deputados, alcançando 122.571 votos.
Assumiu o cargo de presidente da Comissão de Minas e Energia da Câmara dos Deputados para exercício de um ano.
Em 28/02/2024, foi eleito vice-presidente de segurança energética da Frente Parlamentar de Recursos Naturais e Energia.